# Sondages sur les élections législatives turques de novembre 2015
Les sondages sur les élections législatives turques de novembre 2015 sont les enquêtes d'opinion effectuées auprès des électeurs sur leur intention de vote aux élections législatives turques de novembre 2015. Ils montrent des prévisions bien inférieures aux résultats réels obtenus par le Parti de la justice et du développement qui obtient 49,5 % des suffrages exprimés.

## Intentions de vote
| Date                               | Institut                                    | AKP         | CHP     | MHP     | HDP     | Autres |        |       |
| ---------------------------------- | ------------------------------------------- | ----------- | ------- | ------- | ------- | ------ | ------ | ----- |
| Date                               | Institut                                    | 4-9 octobre | SAMER   | 41,4 %  | 26,9 %  | 15,4 % | 13,9 % | 2,4 % |
| 3-6 octobre                        | Andy-AR                                     | 42,6 %      | 27,1 %  | 15,2 %  | 12,1 %  | 3 %    |        |       |
| 28 septembre-1er octobre           | TÜSİAR                                      | 42,95 %     | 26,40 % | 14,60 % | 12,09 % | 3,96 % |        |       |
| 26-27 septembre                    | Gezici                                      | 39,8 %      | 28,2 %  | 17,3 %  | 12,3 %  | 2,4 %  |        |       |
| 17-24 septembre                    | LRC                                         | 38,90 %     | 25,97 % | 17,91 % | 12,31 % | 4,91 % |        |       |
| 19-23 septembre                    | MAK                                         | 43,72 %     | 26,67 % | 14,05 % | 11,5 %  | 4,06 % |        |       |
| Septembre (publié le 30 septembre) | KONDA                                       | 41,7 %      | 24,8 %  | 16,4 %  | 12,3 %  | 4,9 %  |        |       |
| 19-21 septembre                    | Ada                                         | 44,7 %      | 27,6 %  | 12,9 %  | 11,8 %  | 3,0 %  |        |       |
| Septembre (publié le 23 septembre) | AKAM                                        | 38,88 %     | 27,74 % | 14,46 % | 14,58 % | 4,34 % |        |       |
| 27 août-13 septembre               | ANAR-Denge-GENAR-Pollmark                   | 44,2 %      | 25,4 %  | 14,0 %  | 12,5 %  | 3,9 %  |        |       |
| 12-13 septembre                    | Gezici                                      | 39,3 %      | 28,1 %  | 16,8 %  | 13,5 %  | 2,3 %  |        |       |
| 5-13 septembre                     | Konsensus                                   | 43,3 %      | 27,6 %  | 13,8 %  | 12,6 %  | 2,7 %  |        |       |
| 12-15 septembre                    | ORC                                         | 44,0 %      | 27,8 %  | 13,4 %  | 11,0 %  | 3,8 %  |        |       |
| 5-12 septembre                     | SONAR                                       | 38,2 %      | 28,0 %  | 18,2 %  | 13,7 %  | 1,9 %  |        |       |
| 2-5 septembre                      | Metropoll                                   | 41,4 %      | 27,3 %  | 15,3 %  | 13,0 %  | 3,2 %  |        |       |
| ? (publié le 4 septembre)          | Andy-AR                                     | 42,8 %      | 27,3 %  | 14,4 %  | 11,7 %  | 3,8 %  |        |       |
| ? (publié le 3 septembre)          | Varyans                                     | 43,9 %      | 26,2 %  | 14,1 %  | 12,3 %  | 3,5 %  |        |       |
| 22–25 août                         | ORC                                         | 43,7 %      | 27,5 %  | 14,3 %  | 11,2 %  | 3,3 %  |        |       |
| 22–23 août                         | Gezici                                      | 38,9 %      | 27,8 %  | 16,3 %  | 13,5 %  | 3,5 %  |        |       |
| 19–23 août                         | Argetus                                     | 42,6 %      | 25,5 %  | 15,4 %  | 12,5 %  | 4,0 %  |        |       |
| 22 août                            | AKAM                                        | 39,74 %     | 28,48 % | 12,58 % | 14,83 % | 4,37 % |        |       |
| 12-18 août                         | Perspektif                                  | 40,8 %      | 27,9 %  | 16,1 %  | 11,2 %  | 4,0 %  |        |       |
| 14–16 août                         | Metropoll                                   | 41,7 %      | 25,5 %  | 15,7 %  | 14,7 %  | 2,4 %  |        |       |
| ? (publié le 18 août)              | Gezici                                      | 39,2 %      | 26,4 %  | 16,2 %  | 14,1 %  | 4,1 %  |        |       |
| 8–11 août                          | Andy-AR                                     | 42,8 %      | 27,0 %  | 15,9 %  | 12,8 %  | 1,5 %  |        |       |
| 4–8 août                           | MAK                                         | 44,7 %      | 25,3 %  | 15,6 %  | 10,7 %  | 3,7 %  |        |       |
| 7–9 août                           | ORC                                         | 44,1 %      | 26,8 %  | 15,6 %  | 10,7 %  | 2,8 %  |        |       |
| 24 juillet–4 août                  | SONAR                                       | 42,9 %      | 25,2 %  | 17,0 %  | 10,3 %  | 4,6 %  |        |       |
| 25–26 juillet                      | Gezici                                      | 41,9 %      | 26,3 %  | 15,3 %  | 12,3 %  | 4,2 %  |        |       |
| 25 juillet                         | AKAM                                        | 39,89 %     | 27,47 % | 13,75 % | 14,52 % | 4,37 % |        |       |
| 11–15 juillet                      | ORC                                         | 43,9 %      | 27,0 %  | 15,5 %  | 10,9 %  | 2,7 %  |        |       |
| 8-13 juillet                       | Perspektif                                  | 41,3 %      | 26,2 %  | 15,5 %  | 11,3 %  | 5,7 %  |        |       |
| 4–5 juillet                        | Gezici                                      | 40,1 %      | 26,1 %  | 14,7 %  | 14,2 %  | 4,9 %  |        |       |
| 25–28 juin                         | Andy-AR                                     | 42,8 %      | 27,3 %  | 15,4 %  | 11,7 %  | 2,8 %  |        |       |
| 9–13 juin                          | Metropoll                                   | 41,6 %      | 25,1 %  | 16,2 %  | 12,9 %  | 4,2 %  |        |       |
| 7 juin                             | Élections législatives turques de juin 2015 | 40,66 %     | 25,13 % | 16,45 % | 12,96 % | 4,80 % |        |       |